# Trachyphonus usambiro
Trachyphonus usambiro — вид дятлоподібних птахів родини лібійних (Lybiidae). Раніше вважався підвидом барбудо плямистоголового (Trachyphonus darnaudii), але був розділений як окремий вид Міжнародною спілкою орнітологів в 2021 році.

## Поширення
Вид поширений в південній частині Кенії та на півночі Танзанії, а також у національному заповіднику Масаї-Мара та національному парку Серенгеті. Мешкає на відкритих територіях, включаючи савану, луки, чагарники та пасовища на висотах 1100—2100 м над рівнем моря.

## Спосіб життя
Трапляється групами з 4-5 птахів. Живиться комахами, фруктами, яйцями, іноді полює на гризунів. Гнізда облаштовує в термітниках, дублах дерев або у норах в ярах. Також може використовувати стіни занедбаних колодязів та старих будівель. Кладка складається з чотирьох-шести яєць.